# Сосьвинський міський округ
Сосьви́нський міський округ (рос. Сосьвинский городской округ) — адміністративна одиниця Свердловської області Російської Федерації.
Адміністративний центр — селище міського типу Сосьва.

## Населення
Населення міського округу становить 13889 осіб (2018; 16346 у 2010, 18412 у 2002).

## Склад
До складу міського округу входять 24 населених пункти:
| Населений пункт              | Населення, осіб (2002) | Населення, осіб (2010) |
| ---------------------------- | ---------------------- | ---------------------- |
| Восточний, селище            | 5729                   | 4673                   |
| Денисова, присілок           | 23                     | 20                     |
| Зелений, селище              | 12                     | 3                      |
| Кисельова, присілок          | 2                      | 0                      |
| Копилова, присілок           | 32                     | 41                     |
| Кошай, село                  | 773                    | 811                    |
| Кропивна, присілок           | 3                      | 2                      |
| Куропашкіна, присілок        | 48                     | 30                     |
| Маслова, присілок            | 225                    | 183                    |
| Матушкина, присілок          | 15                     | 12                     |
| Мішина, присілок             | 58                     | 49                     |
| Молва, присілок              | 51                     | 51                     |
| Монастирка, присілок         | 33                     | 19                     |
| Нова Зоря, селище            | 2                      | 7                      |
| Нова Зоря, село              | 0                      | 0                      |
| Нова Циганка, селище         | 0                      | -                      |
| Пасинок, селище              | 289                    | 159                    |
| Романово, село               | 633                    | 588                    |
| Сосьва, селище міського типу | 10341                  | 9634                   |
| Сосьва Нова, селище          | 75                     | 21                     |
| Тесьма, присілок             | 0                      | -                      |
| Тюменська, присілок          | 1                      | 0                      |
| Углова, присілок             | 3                      | 2                      |
| Усть-Березовка, присілок     | 6                      | 3                      |
| Усть-Хмельовка, присілок     | 55                     | 38                     |
| Чари, селище                 | 3                      | 0                      |

- 12 жовтня 2004 року було ліквідовано селище Нова Циганка[7], селища Бакарюка та Нижньоозерний були передані до складу Алапаєвського району, де також були ліквідовані[8].
- 27 лютого 2007 року було ліквідовано присілок Тесьма[9].

## Найбільші населені пункти
| № | Населений пункт | Населення, осіб (2002) | Населення, осіб (2010) |
| - | --------------- | ---------------------- | ---------------------- |
| 1 | Сосьва          | 10 341                 | 9 634                  |
| 2 | Восточний       | 5 729                  | 4 673                  |